# Споттисвуд, Уильям
Уильям Споттисвуд (англ. William H. Spottiswoode; 11 января 1825 — 27 июня 1883) — британский математик и физик.

## Биография
Президент Королевского общества с 1878 по 1883 год.
Президент Лондонского математического общества в 1870–1872 годах.
Казначей Британской ассоциации содействия развитию науки (1861-1874), Королевского института (1865-1873) и Лондонского королевского общества (1871-1878).
Президент Британской ассоциации содействия развитию науки (1878).
Умер от брюшного тифа. 

## Сочинения
- «Meditationes analyticae» 1847 г.
- «Tarantasse journey in Eastern Russia» (1857)
- «Relations of mathematics to other sciences» (1878) (в русском переводе  Н.А. Конопацкого - "О связи математики с другими науками")
- «Polarisation of light» (1879).